# D'Ennetières
D'Ennetières, ook D'Ennetières et des Mottes en D'Ennetières d'Hust, was een Zuid-Nederlandse adellijke familie.

## Geschiedenis
- In 1524 verleende keizer Karel V erfelijke adel en een persoonlijke titel van ridder van het Heilig Roomse Rijk aan Jerôme Dennetières, provoost van Doornik. Deze verlening werd niet in de Spaanse Nederlanden geregistreerd.
- In 1588 werden door koning Filips II van Spanje de disposities van 1523 gehomologeerd ten gunste van de kinderen van Jerôme en van zijn kleinzoon Arnoud, heer van Laplaigne, staatssecretaris in Brussel.
- In 1620 verleende aartshertog Albert van Oostenrijk de persoonlijke titel ridder aan Jean Dennetières, heer van Harlebois, raadsheer bij de Raad van Financiën in Brussel, broer van Arnoud.
- In 1625 verleende koning Filips IV van Spanje de persoonlijke titel ridder aan Jacques Dennetières, achterkleinzoon van Jerôme Dennetières en zoon van Jean, heer van Harlebois. Hij werd raadsheer en rekenmeester bij de Rekenkamer in Rijsel en thesaurier-generaal bij de Raad van Financies in Brussel.
- In 1644 verlening door koning Filips IV van de titel ridder aan Philippe-François d'Ennetières, zoon van Jacques.
- In het voordeel van dezelfde Jacques Dennetières verhief koning Filips IV in 1664 de heerlijkheid Berlière bij Aat tot baronie.
- In 1676 verleende koning Lodewijk XIV de persoonlijke titel van ridder aan Arnould-Jean d'Ennetières, groot-provoost van Doornik.
- In 1680 verleende koning Karel II van Spanje de titel markies des Mottes aan Philippe-François d'Ennetières, thesaurier-generaal van de Raad van Financies en raadsheer in de Raad van State in Brussel, zoon van Jacques.

## Genealogie
- Frédéric-Englebert d'Ennetières (1718-1759), markies des Mottes, x Jeanne de Sainte-Aldegonde Noircarmes (1719-1788)
  - Balthazar d'Ennetières (1743-1817), markies des Mottes, x Rose de Sainte-Aldegonde Noircarmes (1764-1818)
    - Frédéric d'Ennetières (zie hierna)

  - Victor-Emmanuel d'Ennetières 1753-1805), x Philipinne du Chasteler (° 1764)
    - Camille d'Ennetières (zie hierna)

## Frédéric d'Ennetières
Frédéric d'Ennetières et des Mottes (Doornik, 5 september 1789 - Duras, 23 juli 1875) was een Belgisch senator en burgemeester.
Hij verkreeg in 1816 (bevestigd in 1822) adelserkenning met de titel van markies, overdraagbaar op al zijn nakomelingen. Hij droeg ook nog de titels van graaf van Moeskroen, van Hust en van het Heilig Roomse Rijk, baron van Heule en van Berlière. 
Zoon van Balthazar d'Ennetières (1743-1817) en van Rose-Charlotte de Sainte-Aldegonde Noircarmes (1764-1818), trouwde hij met Félicité de Draeck (1798-1855). Ze hadden een enige dochter (1819-1876), die trouwde met graaf Octave d'Oultremont (1815-1898).
Hij was burgemeester van Houtaing (1819-1849) en daarna schepen (1858-1863). Van 1833 tot 1843 was hij katholiek senator voor het arrondissement Doornik.
Met zijn dood in 1875 was deze familietak uitgedoofd.

## Camille d'Ennetières
Camille Frédéric d'Ennetières van Hust (Doornik, 22 april 1797 - Elverdinge, 25 januari 1867). Hij was een zoon van Victor-Emmanuel d'Ennetières, kapitein in het regiment van Clerfayt, en van Philippine du Chasteler.
In 1822 werd hij erkend in de erfelijke adel en onder de naam D'Ennetières van Hust begunstigd met de titel graaf, overdraagbaar op alle afstammelingen. Hij werd lid van de Provinciale Staten van West-Vlaanderen en was burgemeester van Elverdinge. 
Hij trouwde in 1822 met Georgine de Bethune Hesdigneul (Doornik, 1800 - Ieper, 1874). Ze kregen drie dochters, die ongehuwd bleven, en een zoon, Victor d'Ennetières (1828-1908), die eveneens burgemeester werd van Elverdinge. Hij trouwde met Euphémie de Bethune Hesdigneul (1826-1895).
Met zijn dood in 1908 was deze familietak eveneens uitgedoofd. Zijn dochter Marie was de laatste naamdraagster. Zij stierf in 1925.